# Heterodisca
Heterodisca là một chi bướm đêm thuộc họ Geometridae.